# Locquénolé
Locquénolé é uma comuna francesa na região administrativa da Bretanha, no departamento de Finistère. Estende-se por uma área de 0.85 km². Em 2010 a comuna tinha 821 habitantes (densidade: 965,9 hab./km²).